# 625 (szám)
A 625 (római számmal: DCXXV) egy természetes szám, négyzetszám, a 25 négyzete, az 5 negyedik hatványa.

## A szám a matematikában
A tízes számrendszerbeli 625-ös a kettes számrendszerben 1001110001, a nyolcas számrendszerben 1161, a tizenhatos számrendszerben 271 alakban írható fel.
A 625 páratlan szám, összetett szám, azon belül négyzetszám, kanonikus alakban az 54 hatvánnyal, normálalakban a 6,25 · 102 szorzattal írható fel. Öt osztója van a természetes számok halmazán, ezek növekvő sorrendben: 1, 5, 25, 125 és 625.
A 625 négyzete 390 625, köbe 244 140 625, négyzetgyöke 25, köbgyöke 8,54988, reciproka 0,0016. A 625 egység sugarú kör kerülete 3926,99082 egység, területe 1 227 184,630 területegység; a 625 egység sugarú gömb térfogata 1 022 653 858,6 térfogategység.